# Исламизм
Ислами́зм (араб. الإسلام السياسي‎ — политический ислам) — религиозно-политическая идеология и практическая деятельность, направленные на создание условий, при которых любые противоречия внутри общества и государства, где есть мусульманское население, а также межгосударственные отношения с их участием будут решаться на основе норм шариата.
Модификации исламизма разной степени радикальности являются идеологией таких партий и террористических организаций, как «Братья-мусульмане», «Эн-Нахда» в Тунисе, Партия свободы и справедливости и Аль-Нур в Египте, Партия справедливости и благоденствия в Индонезии, Партия справедливости и развития (Марокко), «Ислах» в Йемене, «Джамаат-и-Ислами Бангладеш», «Джамаат-и-Ислами» в Пакистане, Союз строителей исламского Ирана, «Хезболла» в Ливане, «ХАМАС» в Палестине, Национальный конгресс Судана, Исламский освободительный фронт моро, Партия исламского возрождения Таджикистана, Исламское государство в Ираке и Сирии, «Абу Сайяф» на Филиппинах и «Талибан» в Афганистане.